# Askellia
Askellia je biljni rod iz porodice glavočika raširen po Aziji i Sjevernoj Americi. 
Sastoji se od deset vrsta zeljastih trajnica, obično niskih stabljika, vitke, često razgranate od baze. Cvjetići žuti ili rjeđe blijedoljubičastocrveni.

## Vrste
1. Askellia alaica (Krasch.) W.A.Weber, Kirgistan, Tadžikistan, Xinjiang
2. Askellia elegans (Hook.) W.A.Weber, Aljaska, Alberta, Britanska Kolumbija, Montana, Sjeverozapadni teritoriji, Ontario, Wyoming, Yukon
3. Askellia flexuosa (Ledeb.) W.A.Weber, od Kine do Irana i Kazahstana
4. Askellia jacutica (Lomon.) Sennikov, Jakutija
5. Askellia karelinii (Popov & Schischk.) W.A.Weber, Altajski kraj, Kazahstan, Kirgistan, Qinghai, Xinjiang
6. Askellia lactea (Lipsch.) W.A.Weber, Tadžikistan, Tibet, Xinjiang.
7. Askellia naniformis (Babc.) Sennikov, zapadna Himalaja
8. Askellia pseudonaniformis (C.Shih) Sennikov, Xinjiang
9. Askellia pygmaea (Ledeb.) Sennikov, Azija i Sjeverna Amerika
10. Askellia sogdiana (Krasch.) W.A.Weber, Tadžikistan